# Cary Challenger II 2021
Il Cary Challenger II 2021 è stato un torneo maschile di tennis giocato sul cemento. È stata l'ottava edizione del torneo e faceva parte della categoria Challenger 80 nell'ambito dell'ATP Challenger Tour 2021. Si è disputato a Cary, negli Stati Uniti d'America, dal 13 al 19 settembre 2021.

## Partecipanti

### Teste di serie
| Nazionalità   | Giocatore        | Ranking* | Testa di serie |
| ------------- | ---------------- | -------- | -------------- |
| Stati Uniti   | Tennys Sandgren  | 91       | 1              |
| Stati Uniti   | Denis Kudla      | 92       | 2              |
| Italia        | Salvatore Caruso | 113      | 3              |
| Australia     | Alex Bolt        | 146      | 4              |
| Taipei cinese | Jason Jung       | 166      | 5              |
| Stati Uniti   | Mitchell Krueger | 175      | 6              |
| Stati Uniti   | Michael Mmoh     | 181      | 7              |
| Stati Uniti   | Bjorn Fratangelo | 190      | 8              |

* Ranking aggiornato al 30 agosto 2021.

### Altri partecipanti
I seguenti giocatori hanno ricevuto una wild card per il tabellone principale:
- Garrett Johns
- Luca Stäheli
- Zachary Svajda

I seguenti giocatori sono passati dalle qualificazioni:
- Rinky Hijikata
- Aleksandar Kovacevic
- Shintaro Mochizuki
- Alexander Sarkissian

## Punti e montepremi
| Torneo    | Torneo              | V     | F     | SF    | QF    | 2T  | 1T  | Q | Q2  | Q1  |
| Singolare | Punti               | 80    | 48    | 29    | 15    | 7   | 0   | 4 | 2   | 0   |
| Singolare | Premi in denaro ($) | 7 200 | 4 240 | 2 510 | 1 460 | 860 | 520 | – | 260 | 130 |
| Doppio    | Punti               | 80    | 48    | 29    | 15    | –   | 0   | – | –   | –   |
| Doppio    | Premi in denaro ($) | 3 100 | 1 800 | 1 080 | 640   | –   | 360 | – | –   | –   |

## Campioni

### Singolare
Mitchell Krueger ha sconfitto in finale  Bjorn Fratangelo con il punteggio di 6–4, 6–3.

### Doppio
William Blumberg /  Max Schnur hanno sconfitto in finale  Stefan Kozlov /  Peter Polansky con il punteggio di 6–4, 1–6, [10–4].